# 1948년 동계 올림픽 동계5종
올림픽 동계5종은 올림픽에서 동계5종으로 경기를 겨루는 올림픽 경기 종목이다. 1948년 동계 올림픽에서 시범 종목으로 채택되었다.

## 세부 종목

### 동계 올림픽 세부 종목
| 종목 | 48 | 계 |
| ---- | -- | -- |
| 남자 | •  | 0  |
| 계   |    |    |